# 陈春林 (政治人物)
陈春林（1947年3月—），男，湖北武汉人，中华人民共和国政治人物。中国共产党党员。武汉大学经济系政治经济学专业毕业，大学学历。

## 生平
历任武汉市二轻局副局长，共青团湖北省委书记，湖北省外事办公室副主任，中共湖北省委台湾工作办公室、省政府台湾事务办公室主任，省政协秘书长、办公厅主任等职。2006年2月被补选为湖北省政协副主席，2011年2月因年龄到达任职年限辞职。